# 雌雄モザイク

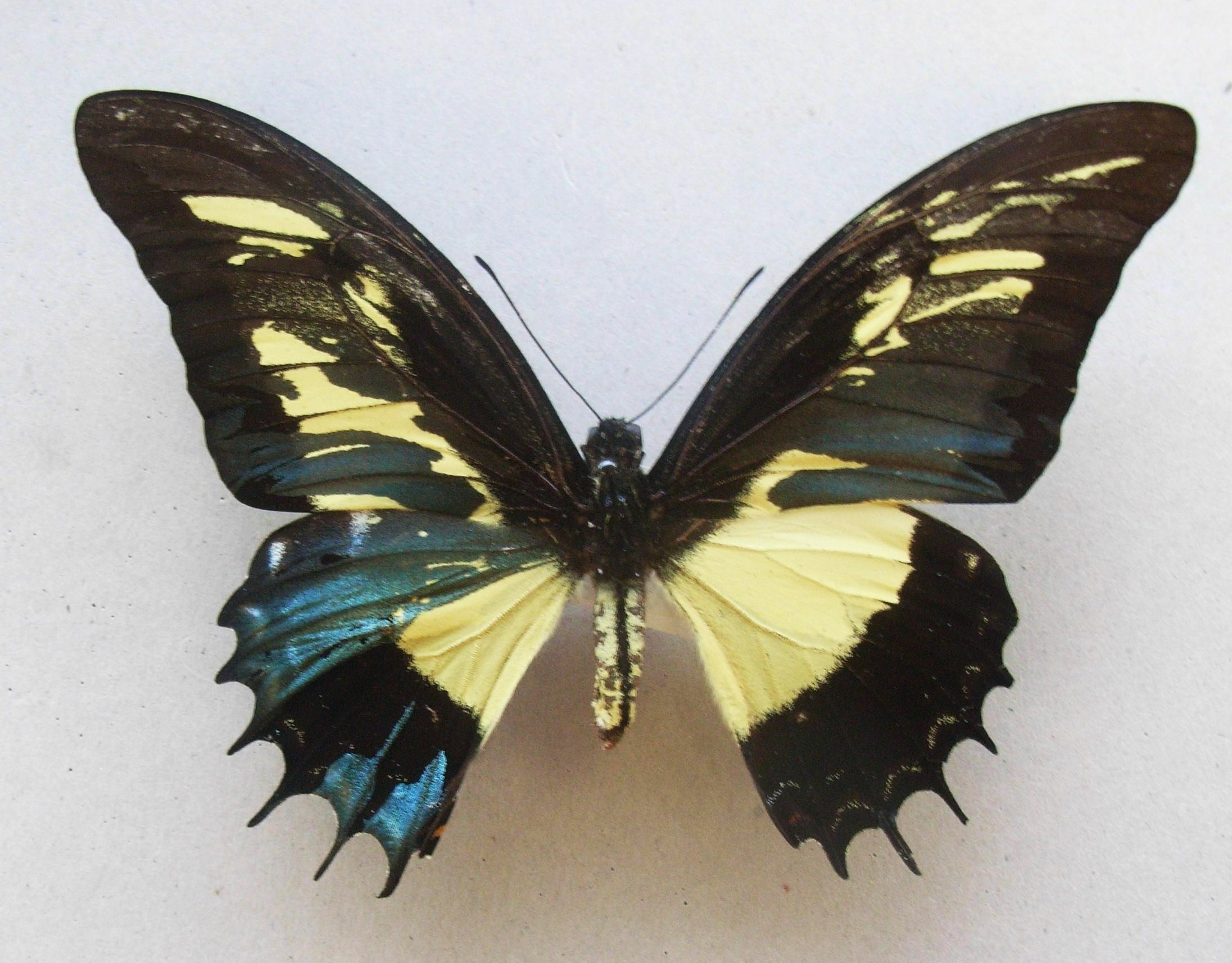
アゲハチョウの一種 Papilio androgeus に見られる雌雄モザイク。
左右で翅の模様が違い、左下側の青い部分が雌の翅の模様であり、それ以外のクリーム色部分が雄の翅の模様を示している。

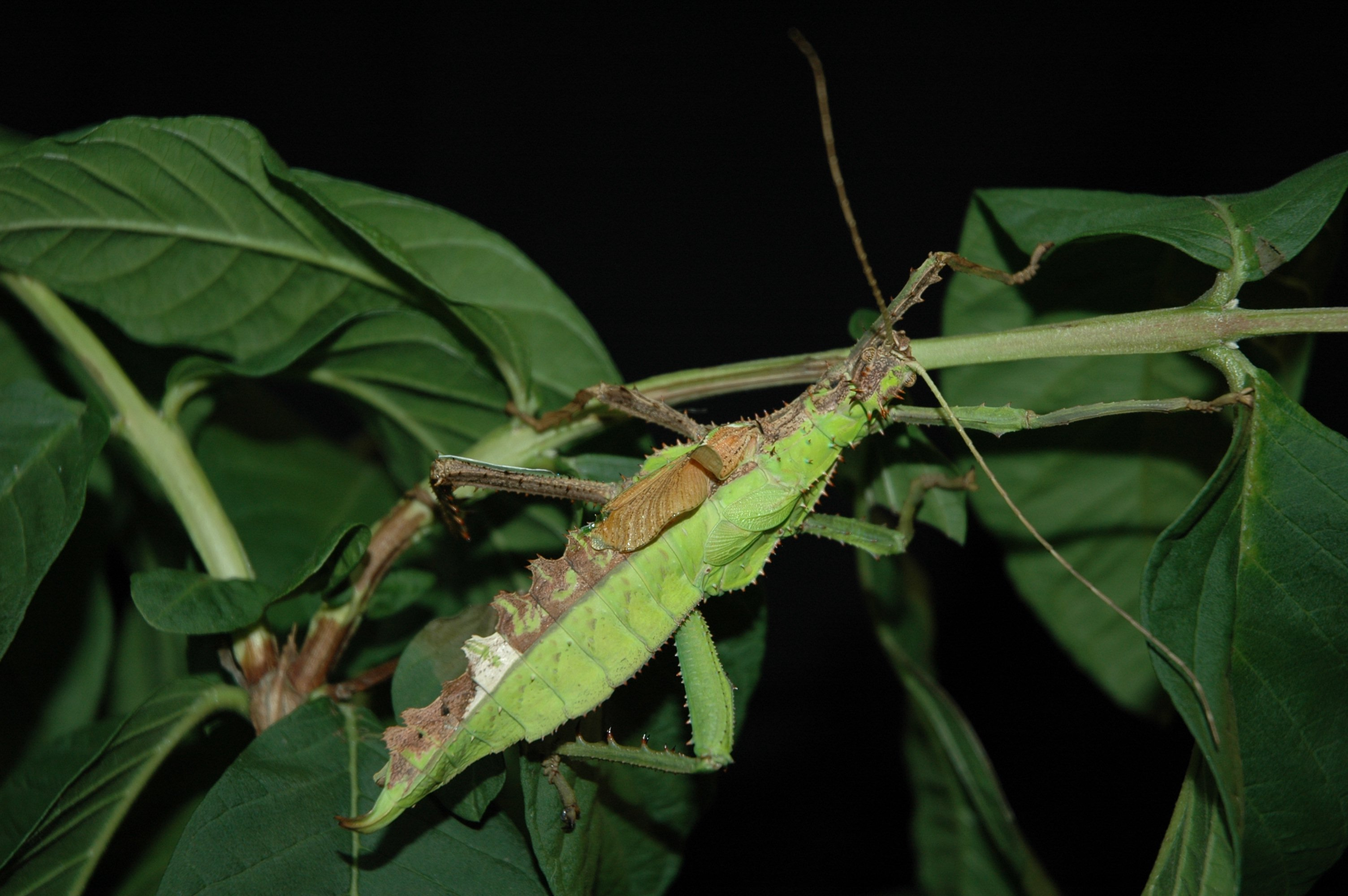
ナナフシの一種（サカダチコノハナナフシHeteropteryx dilatata）での雌雄モザイク

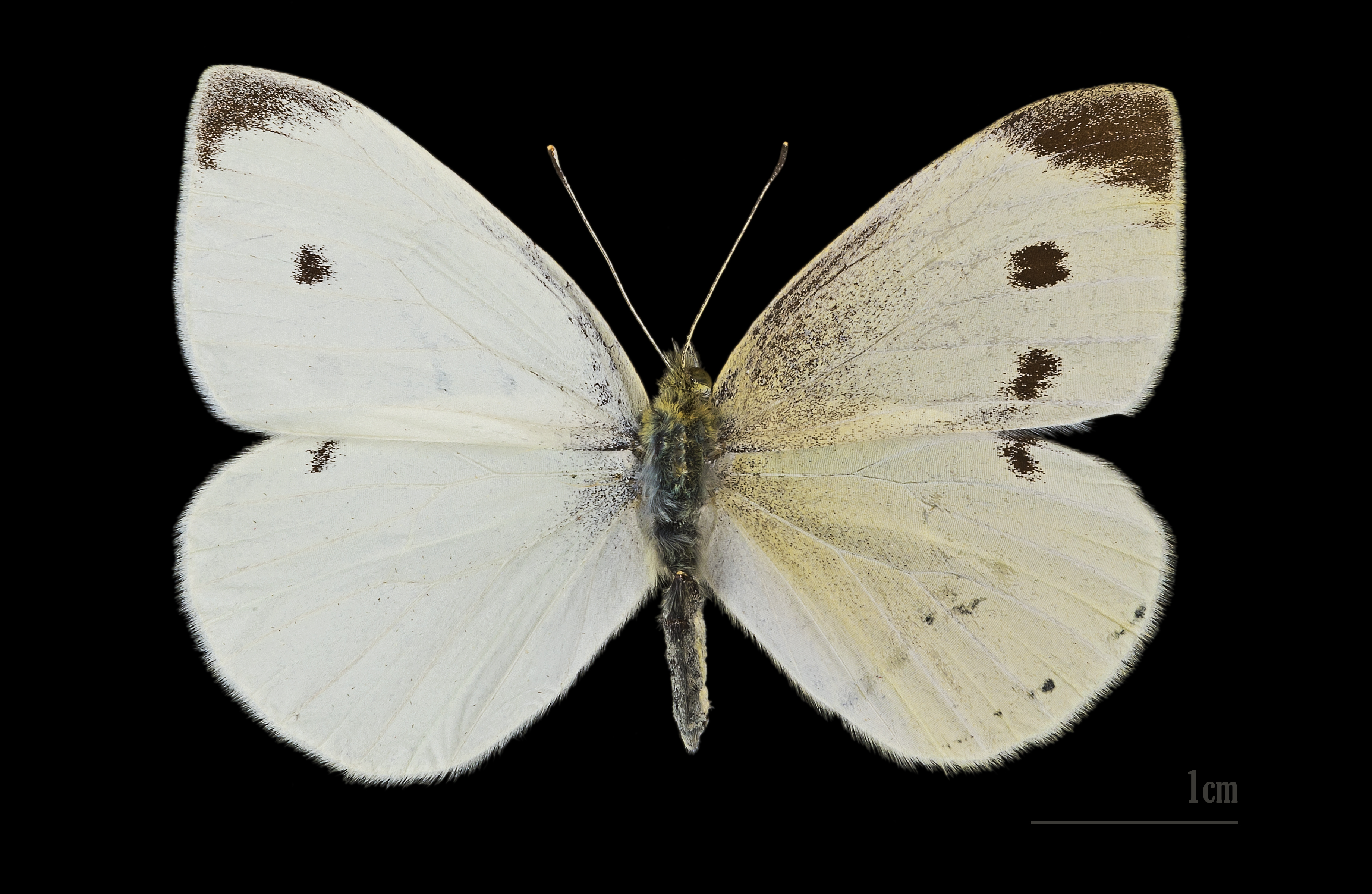
モンシロチョウ

雌雄モザイク（しゆうモザイク、英語：gynandromorph）とは、生物において1つの個体の中に雄の特徴と雌の特徴を持つ部分が、明らかな境界を持って混在していること（モザイク状態）。雌雄嵌合体（しゆうかんごうたい）、性的モザイク（せいてきモザイク）と呼ぶこともある。

## 概要
大多数の生物は、同じ種でも個体に性別という区別が存在する。オスとメスとで細胞の遺伝的構成は異なり、多くの場合、オスの特徴とメスの特徴は1つの個体で併存することはない。その例外の1つが雌雄モザイクである。他に細胞全体の遺伝的構成が雌雄の中間的で統一されている間性がある。2つは別の現象であるが、ヒトの場合、雌雄モザイク状態と間性状態を含めて性分化疾患（インターセックス）と呼ぶ。
雌雄モザイクは節足動物や鳥類で観察されている。発生や組織形成時の体細胞分裂で性染色体の脱落がおき細胞レベルでの性表現が異なる組織がモザイク状になることや、性染色体・常染色体を問わない体細胞突然変異による性ホルモン受容性が変化した組織がモザイク状になることなどが、原因として推定されている。
これらの説は、原因は遺伝子の異常によると考えるものだが、鳥類は哺乳類とは異なりオスの精子はZ染色体だけだが、メスの卵子にはZ染色体をもつものとW染色体をもつものがあり、ZとWという2つの染色体をもった卵子が、2個の精子によって同時に受精し、オスとメスのいずれも正常な細胞が同じ個体の身体の両側に分かれて発生した結果と考えられている。この根拠は、2010年に発表された実験で、雌雄モザイクの鶏の細胞を調べた結果、遺伝子に異常がないことが発見されたことによる。
昆虫で雌雄モザイクが比較的よく観察されることから、「昆虫には性ホルモンは無く、細胞ごとに性別が決定する」という説が昆虫学では定説となっているが、「昆虫にも性ホルモンがある可能性がある」とする研究者もいる。
2016年10月14日、鳥取県境港市でこの特徴を持つベニズワイガニが水揚げされた。鳥取県水産試験場は「こうしたカニが発見されるケースは過去にあったものの、非常に珍しい」と話している。

## 参考資料
- 八杉竜一ら編『岩波生物学辞典（第4版）』 岩波書店、1996年、ISBN 4-00-080087-6。
- 嶋田透『昆虫の性決定の遺伝子ネットワーク』日本学術振興会。 2009-04-17 閲覧。
- 東京農工大学農学部蚕学研究室『性決定』。 2009-04-17 閲覧[リンク切れ]。
- 嶋誠悟, 山元大輔(2003年)、「昆虫に性ホルモンはあるか」『日本比較内分泌学会ニュース』 2003年 2003巻 111号 p.111_11-111_31, doi:10.5983/nl2001jsce.2003.111_11, 日本比較内分泌学会。